# Mini Hatch
El Mini Hatch (als Estats Units: Hardtop) és un cotxe amb porta posterior de tres portes presentat per primera vegada el 2000, amb una nova generació llançada el 2006. Una versió convertible es va presentar el 2004, amb la segona generació següent en 2008. El nou Mini es produeix a Cowley, a Plant Oxford. El Mini Hatch va ser el primer model llançat per BMW sota la marca Mini després que el Mini original es deixara de produir el 2000. El nou BMW Mini tècnicament no està relacionat amb el vell cotxe.